# Jenny Engwall
Jenny Engwall, född 24 maj 1977, är en svensk före detta fotbollsspelare (mittfältare/back). Hennes moderklubb är Husie IF, men hon representerade även Malmö FF, Kopparbergs/Göteborgs FC och Tyresö FF.

## Meriter
- 8 landskamper
- 26 U21-landskamper
- Svenska cupen-guld 1997